# Dan Hunt
Dan „Daniel“ Hunt (* 21. November 1976 in Dallas, Texas) ist ein US-amerikanischer Fußballfunktionär und Unternehmer.

## Leben und Wirken
Dan Hunt wurde am 21. November 1976 als eines von vier Kindern der einflussreichen US-amerikanischen Sportpersönlichkeit Lamar Hunt in Dallas im US-Bundesstaat Texas geboren. Sein Großvater Haroldson Hunt, sowie seine beiden Onkel Nelson Bunker Hunt und William Herbert Hunt sind bzw. waren Ölmilliardäre. Während seiner Schwester Sharron heute unter anderem das in Dallas ansässige Unternehmen Unity Hunt gehört, ist Bruder Lamar Hunt junior ein erfolgreicher Unternehmer, Sportfunktionär und Philanthrop und Bruder Clark Hunt ein ebenso erfolgreicher Unternehmer und Sportfunktionär, der ebenfalls in den US-Fußball investiert.
Seine Schulbildung absolvierte er nach seinem High-School-Abschluss an der St. Mark’s School of Texas im Jahre 1996 unter anderem an der Southern Methodist University, die er im Jahre 2000 mit einem Diplom in Betriebswirtschaftslehre (Business Administration) abschloss. Während seiner Studienzeit gehörte er der Studentenverbindung Phi Delta Theta an. Seine Laufbahn als Unternehmer begann er als Vice President of New Business Development für die 1999 gegründete Gemini Voice Solutions, Inc., ein Provider für Voice-over-Internetprotokolle im Bereich Home-To-Home-Calling in den Vereinigten Staaten, mit Sitz in New York City. Später arbeitete er jahrelang an der Seite seines Vaters am Design und der Konstruktion des Toyota Stadiums und des Toyota Soccer Centers. Sein der Eröffnung dieser Spielstätte im Jahre 2005 kümmerte sich Hunt vor allem um die Etablierung des dort spielenden Major-League-Soccer-Franchises FC Dallas als führendes nordamerikanisches Fußball-Franchise in der Jugendentwicklung. Das Toyota Soccer Center, auch Toyota Soccer Complex genannt, mit einer Größe von 145 Acres und 17 professionellen Fußballfeldern wurde rasch zu einem Inbegriff der Stadiondesigns im US-Profisport. Im Jahre 2011 war es im U.S. Soccer Development Academy Ranking eines von nur zwei Fünf-Sterne-Anlagen. Hunt war weiterhin maßgeblich an der Entwicklung der Nachwuchsmannschaften (FC Dallas Youth) und der Akademiemannschaften (FC Dallas Academy) beteiligt. In der Saison 2011/12 gewann die U-18-Akademiemannschaft des FC Dallas den Meistertitel in der U-18-Liga der U.S. Soccer Development Academy; dies war zuvor noch keinem anderen MLS-Franchise gelungen.
Nachdem sein Vater im Jahre 2003 das MLS-Franchise Dallas Burn, den späteren FC Dallas, gekauft hatte, unterstützte ihn der jüngste Sohn, Daniel, bei der Entwicklung des Sports in Dallas, wobei dieser nun offiziell in die Hunt Sports Group eintrat. Nachdem im darauffolgenden Jahr mit dem Bau des Toyota Stadiums, sowie des Toyota Soccer Centers begonnen wurde, erfolgte im Jahre 2005 der Relaunch des Franchises unter dem neuen Namen FC Dallas. Mit einem 2:2-Remis gegen die MetroStars, die heutigen New York Red Bulls, feierte der FC Dallas die Stadioneröffnung am 6. August 2005. Neben dem Crew Stadium, das ebenfalls von der Hunt Sports Group finanziert wurde, war das Toyota Stadium zum damaligen Zeitpunkt eines von landesweit lediglich drei Stadien, die speziell als Fußballstadien errichtet worden waren. Kurz nach dem Tod seines Vaters im Jahre 2006 stieg Dan Hunt zum Vice President der Hunt Sports Group, als welcher er heute (Stand: Dezember 2017) noch immer aktiv ist.
Ende des Jahres 2012 übernahm Dan Hunt das Tagesgeschäft des FC Dallas und wurde am 20. Januar 2014 offiziell zum Präsidenten des Fußball-Franchises ernannt. Beim Franchise arbeitet er nicht nur am Geschäftsbetrieb, sondern auch eng mit der technischen Führung zusammen. Seit seinem Amtsantritt als Präsident erhielt das Franchise einmal das MLS Supporters’ Shield (2016) und war ein weiteres Mal (2015) Zweitplatzierter hinter den New York Red Bulls, die ebenso viele Punkte wie der FC Dallas erreicht hatten. Des Weiteren gewann er mit dem Franchise den Lamar Hunt U.S. Open Cup 2016, den nach seinem Vater benannten US-amerikanischen Fußballpokal. Darüber hinaus führte das Team in den Spieljahren 2015 und 2016 die Western Conference am Ende der regulären Spielzeit an. Bei der Major League Soccer gehört Dan Hunt auch dem MLS Board of Governors in einer überwachenden Funktion an.
Neben seiner Tätigkeit im Fußballbereich tritt Hunt auch als Vice President und aktiver Teilhaber (General Partner) von Hilltop Capital Development, einer sich im Privatbesitz befindlichen Investmentfirma, die sich auf Immobilienhandel, sowie Öl- und Gasinvestments spezialisiert, in Erscheinung. Darüber hinaus tritt er bei den Kansas City Chiefs, einem American-Football-Franchise mit Spielbetrieb in der National Football League (NFL), das im Jahre 1960 von seinem Vater gegründet wurde und sich seitdem in Familienbesitz befindet, unterstützend in Erscheinung. Dabei unterstützt er seinen älteren Bruder Clark, der seit dem Tod des Vaters als Eigentümer und CEO des Kansas City Chiefs auftritt. So war er während des Spieljahres 2010 auch bei der Renovierung des Arrowhead Stadiums involviert. Außerdem repräsentiert er seine Familie zusammen mit seinem Bruder Clar bei offiziellen NFL-Meetings und weiteren öffentlichen Auftritten.
Am 18. Februar 2012 heiratete Dan Hunt die aus Santa Fe, der Hauptstadt des US-Bundesstaates New Mexico stammende Toni Muñoz, die seitdem als Toni Muñoz-Hunt in Erscheinung tritt. Zusammen tritt das Ehepaar in einer Reihe von Wohltätigkeiten in North Texas in Erscheinung und unterstützt unter anderem das Dallas Museum of Art, America Scores, Fashion Group International (FGI), sowie diverse andere. Das Paar hat eine gemeinsame Tochter namens Darlington.